# ترانه مادر
ترانه مادر (آلمانی: Mutterlied) یک فیلم موزیکال درام آلمانی-ایتالیایی به کارگردانی کارمینه گالونه است که در سال ۱۹۳۷ منتشر شد.

## بازیگران
- بنیامینو جییی
- ماریا چبوتاری
- هانس موزر
- میشائیل بونن
- هیلده هیلدبراند